# 112e Amerikaans Congres
Het 112e Amerikaans Congres was een zitting van het Congres van de Amerikaanse federale overheid. Het Amerikaans Congres bestaat uit de Amerikaanse Senaat en het Huis van Afgevaardigden. De termijn van dit Congres liep van 5 januari 2011 tot en met 3 januari 2013. Dit waren de laatste twee jaren van de eerste ambtstermijn van president Barack Obama.
De verdeling van de zetels in het Huis van Afgevaardigden over de deelstaten was voor het laatst gebaseerd worden op de volkstelling van 2000.
Tijdens de verkiezingen op 2 november 2010 kregen de Republikeinen een meerderheid in het huis van afgevaardigden terwijl de Democraten de meerderheid hielden in de Senaat.

## Data van sessies
5 januari 2011 - 3 januari 2013
- 1e sessie: 5 januari 2011 - 3 januari 2012
- 2e sessie :3 januari 2012 - 3 januari 2013

## Verkiezing voor Voorzitter van het Huis van Afgevaardigden
Washington D.C. , 5 januari 2011 - Aantal leden 435 - Absolute meerderheid 218 (stemgerechtigd: 435)
| John Boehner                                                                      | 241 | Republikein |
| Nancy Pelosi                                                                      | 173 | Democraat   |
| Heath Shuler                                                                      | 11  | Democraat   |
| Hiermee wordt John Boehner gekozen als voorzitter van het Huis van Afgevaardigden |     |             |

## Partijverdeling

### Senaat
|                            | Partij (Partij in het schuin heeft de meerderheid ) | Partij (Partij in het schuin heeft de meerderheid ) | Partij (Partij in het schuin heeft de meerderheid ) | Totaal |   |
| -------------------------- | --------------------------------------------------- | --------------------------------------------------- | --------------------------------------------------- | ------ | - |
|                            |                                                     |                                                     |                                                     | Totaal |   |
| Democraten                 | Onafhankelijk                                       | Republikeinen                                       | Vacant                                              | Totaal |   |
| Einde van vorig congres    | 56                                                  | 2                                                   | 42                                                  | 100    | 0 |
|                            |                                                     |                                                     |                                                     |        |   |
| Begin                      | 51                                                  | 2                                                   | 47                                                  | 100    | 0 |
| 3 mei 2011                 | 51                                                  | 2                                                   | 46                                                  | 99     | 1 |
| 9 mei 2011                 | 51                                                  | 2                                                   | 47                                                  | 100    | 0 |
| 17 december 2012           | 50                                                  | 2                                                   | 47                                                  | 99     | 1 |
| 26 december                | 51                                                  | 2                                                   | 47                                                  | 100    | 0 |
| Aantal % van de stemmen    | 53%                                                 | 53%                                                 | 47%                                                 |        |   |
| Begin van Volgende Congres | 53                                                  | 2                                                   | 45                                                  | 100    | 0 |

### Huis van Afgevaardigden
|                                 | Partij (Partij in het schuin heeft de meerderheid ) | Partij (Partij in het schuin heeft de meerderheid ) | Totaal |   |  |
| ------------------------------- | --------------------------------------------------- | --------------------------------------------------- | ------ | - |  |
|                                 |                                                     |                                                     | Totaal |   |  |
| Democraten                      | Republikeinen                                       | Vacant                                              | Totaal |   |  |
| Einde van Vorige congres        | 255                                                 | 179                                                 | 434    | 1 |  |
|                                 |                                                     |                                                     |        |   |  |
| Begin                           | 193                                                 | 242                                                 | 435    | 0 |  |
| 9 februari 2011                 | 193                                                 | 241                                                 | 434    | 1 |  |
| 28 februari 2011                | 192                                                 | 241                                                 | 433    | 2 |  |
| 9 mei 2011                      | 192                                                 | 240                                                 | 432    | 3 |  |
| 24 mei 2011                     | 193                                                 | 240                                                 | 433    | 2 |  |
| 21 juni 2011                    | 192                                                 | 240                                                 | 432    | 3 |  |
| 12 juli 2011                    | 193                                                 | 240                                                 | 433    | 2 |  |
| 3 augustus 2011                 | 192                                                 | 240                                                 | 432    | 3 |  |
| 13 september 2011               | 192                                                 | 242                                                 | 434    | 1 |  |
| 25 januari 2012                 | 191                                                 | 242                                                 | 433    | 2 |  |
| 31 januari 2012                 | 192                                                 | 242                                                 | 434    | 1 |  |
| 6 maart 2012                    | 191                                                 | 242                                                 | 433    | 2 |  |
| 20 maart 2012                   | 190                                                 | 242                                                 | 432    | 3 |  |
| 12 juni 2012                    | 191                                                 | 242                                                 | 433    | 2 |  |
| 7 juli 2012                     | 191                                                 | 241                                                 | 432    | 3 |  |
| 31 juli 2012                    | 191                                                 | 240                                                 | 431    | 4 |  |
| 15 augustus 2012                | 190                                                 | 240                                                 | 430    | 5 |  |
| 15 november 2012                | 193                                                 | 241                                                 | 434    | 1 |  |
| 21 november 2012                | 192                                                 | 241                                                 | 433    | 2 |  |
| 3 december 2012                 | 191                                                 | 241                                                 | 432    | 3 |  |
| Aantal procent van de stemmen   | 44,2%                                               | 55,8%                                               |        |   |  |
| Leden die geen stemrecht hebben | 6                                                   | 0                                                   | 6      | 0 |  |
|                                 |                                                     |                                                     |        |   |  |
| Begin van Volgende Congres      | 201                                                 | 234                                                 | 435    | 0 |  |

## Leden van deAmerikaanse Senaat
- (R) = Republikein, (D) = Democraat, (I) = Onafhankelijk (Independent)
- n.n.b. = zetel vacant, verkiezing in november 2010
- * = blijft senator geen verkiezing in zijn of haar staat

### Alabama
- Richard Shelby (R)
- Jeff Sessions (R)

### Alaska
- Lisa Murkowski (R)
- Mark Begich (D)

### Arizona
- John McCain (R)
- Jon Kyl (R)

### Arkansas
- Mark Pryor (D)
- John Boozman (R)

### Californië
- Dianne Feinstein (D)
- Barbara Boxer (D)

### Colorado
- Mark Udall (D)
- Michael Bennet (D)

### Connecticut
- Joe Lieberman (I)
- Richard Blumenthal (D)

### Delaware
- Tom Carper (D)
- Chris Coons (D)

### Florida
- Bill Nelson (D)
- Marco Rubio (R)

### Georgia
- Saxby Chambliss (R)
- Johnny Isakson (R)

### Hawaii
- Daniel Inouye (D) , tot 17 december 2012
  - Brian Schatz (D), vanaf 26 december 2012
- Daniel Akaka (D)

### Idaho
- Mike Crapo (R)
- Jim Risch (R)

### Illinois
- Dick Durbin (D)
- Mark Kirk (R)

### Indiana
- Richard Lugar (R)
- Dan Coats (R)

### Iowa
- Chuck Grassley (R)
- Tom Harkin (D)

### Kansas
- Pat Roberts (R)
- Jerry Moran (R)

### Kentucky
- Mitch McConnell (R)
- Rand Paul (R)+

### Louisiana
- Mary Landrieu (D)
- David Vitter (R)

### Maine
- Olympia Snowe (R)
- Susan Collins (R)

### Maryland
- Barbara Mikulski (D)
- Ben Cardin (D)

### Massachusetts
- John Kerry (D)
- Scott Brown (R)

### Michigan
- Carl Levin (D)
- Debbie Stabenow (D)

### Minnesota
- Amy Klobuchar (D)
- Al Franken (D)

### Mississippi
- Thad Cochran (R)
- Roger Wicker (R)

### Missouri
- Claire McCaskill (D)
- Roy Blunt (R)

### Montana
- Max Baucus (D)
- Jon Tester (D)

### Nebraska
- Ben Nelson (D)
- Mike Johanns (R)

### Nevada
- Harry Reid (D)
- John Ensign (R), tot 3 mei 2011
  - Dean Heller (R), vanaf 9 mei 2011

### New Hampshire
- Jeanne Shaheen (D)
- Kelly Ayotte (R)

### New Jersey
- Frank Lautenberg (D)
- Bob Menendez (D)

### New Mexico
- Jeff Bingaman (D)
- Tom Udall (D)

### New York
- Charles Schumer (D)
- Kirsten Gillibrand (D)

### North Carolina
- Richard Burr (R)
- Kay Hagan (D)

### North Dakota
- Kent Conrad (D)
- John Hoeven (R)

### Ohio
- Sherrod Brown (D)
- Rob Portman (R)

### Oklahoma
- Jim Inhofe (R)
- Tom Coburn (R)

### Oregon
- Ron Wyden (D)
- Jeff Merkley (D)

### Pennsylvania
- Bob Casey, Jr. (D)
- Pat Toomey (R)

### Rhode Island
- Jack Reed (D)
- Sheldon Whitehouse (D)

### South Carolina
- Lindsey Graham (R)
- Jim DeMint (R),  tot  1 januari 2013

### South Dakota
- Tim Johnson (D)
- John Thune (R)

### Tennessee
- Lamar Alexander (R)
- Bob Corker (R)

### Texas
- Kay Bailey Hutchison (R)
- John Cornyn (R)

### Utah
- Orrin Hatch (R)
- Mike Lee (R)

### Vermont
- Patrick Leahy (D)
- Bernie Sanders (I)

### Virginia
- Jim Webb (D)
- Mark Warner (D)

### Washington
- Patty Murray (D)
- Maria Cantwell (D)

### West Virginia
- Jay Rockefeller (D)
- Joe Manchin (D)

### Wisconsin
- Herb Kohl (D)
- Ron Johnson (R)

### Wyoming
- Mike Enzi (R)
- John Barrasso (R)

## Leden van het Huis van Afgevaardigden
- (D): Democraat
- (R): Republikein
- #: Staat voor het kiesdistrict in de desbetreffende staat

### Alabama
(1 democraat,6 republikeinen)
1. Jo Bonner (R)
2. Martha Roby (R)
3. Mike Rogers (R)
4. Robert Aderholt (R)
5. Mo Brooks (R)
6. Spencer Bachus (R)
7. Terri Sewell (D)

### Alaska
(1 Republikein)
1. Don Young (R)

### Arizona
(3 Democraten, 5 Republikein)
1. Paul Gosar (R)
2. Trent Franks (R)
3. Ben Quayle (R)
4. Ed Pastor (D)
5. David Schweikert (R)
6. Jeff Flake (R)
7. Raul Grijalva (D)
8. Gabrielle Giffords (D)

### Arkansas
(1 Democraat, 3 Republikein)
1. Rick Crawford (R)
2. Tim Griffin (R)
3. Steve Womack (R)
4. Mike Ross (D)

### Californië
(32 Democraten, 20- Republikein)
1. Mike Thompson (D)
2. Wally Herger (R)
3. Dan Lungren (R)
4. Tom McClintock (R)
5. Doris Matsui (D)
6. Lynn Woolsey (D)
7. George Miller (D)
8. Nancy Pelosi (D)
9. Barbara Lee (D)
10. John Garamendi (D)
11. Jerry McNerney (D)
12. Jackie Speier (D)
13. Pete Stark (D)
14. Anna Eshoo (D)
15. Mike Honda (D)
16. Zoe Lofgren (D)
17. Sam Farr (D)
18. Dennis Cardoza (D)
19. Jeff Denham (R)
20. Andy Vidak (R)
21. Devin Nunes (R)
22. Kevin McCarthy (R)
23. Lois Capps (D)
24. Elton Gallegly (R)
25. Buck McKeon (R)
26. David Dreier (R)
27. Brad Sherman (D)
28. Howard Berman (D)
29. Adam Schiff (D)
30. Henry Waxman (D)
31. Xavier Becerra (D)
32. Judy Chu (D)
33. Karen Bass (D)
34. Lucille Roybal-Allard (D)
35. Maxine Waters (D)
36. Jane Harman (D)
37. Laura Richardson (D)
38. Grace Napolitano (D)
39. Linda Sanchez (D)
40. Ed Royce (R)
41. Jerry Lewis (R)
42. Gary Miller (R)
43. Joe Baca (D)
44. Ken Calvert (R)
45. Mary Bono Mack (R)
46. Dana Rohrabacher (R)
47. Loretta Sanchez (D)
48. John Campbell (R)
49. Darrell Issa (R)
50. Brian Bilbray (R)
51. Bob Filner (R)
52. Duncan D. Hunter (R)
53. Susan Davis (D)

### Colorado
(3 Democraat, 4 Republikeins)
1. Diana DeGette (D)
2. Jared Polis (D)
3. Scott Tipton (R)
4. Cory Gardner (R)
5. Doug Lamborn (R)
6. Mike Coffman (R)
7. Ed Perlmutter (D)

### Connecticut
(5 Democraten)
1. John Larson (D)
2. Joe Courtney (D)
3. Rosa DeLauro (D)
4. Jim Himes (D)
5. Chris Murphy (D)

### Delaware
(1 Democraat)
1. John Carney (D)

### Florida
(6 Democraat, 19 Republikeins)
1. Jeff Miller (R)
2. Steve Southerland (R)
3. Corrine Brown (D)
4. Ander Crenshaw (R)
5. Rich Nugent (R)
6. Cliff Stearns (R)
7. John Mica (R)
8. Daniel Webster (R)
9. Gus Bilirakis (R)
10. Bill Young (R)
11. Kathy Castor (D)
12. Dennis A. Ross (R)
13. Vern Buchanan (R)
14. Connie Mack IV (R)
15. Bill Posey (R)
16. Tom Rooney (R)
17. Frederica Wilson (D)
18. Ileana Ros-Lehtinen (R)
19. Ted Deutch (D)
20. Debbie Wasserman Schultz (D)
21. Mario Diaz-Balart (R)
22. Allen West (R)
23. Alcee Hastings (D)
24. David Rivera (R)

### Georgia
(5 Democraten, 8 Republikeinen)
1. Jack Kingston (R)
2. Sanford Bishop (D)
3. Lynn Westmoreland (R)
4. Hank Johnson (D)
5. John Lewis (D)
6. Tom Price (R)
7. Rob Woodall (R)
8. Austin Scott (R)
9. Tom Graves (R)
10. Paul Broun (R)
11. Phil Gingrey (R)
12. John Barrow (D)
13. David Scott (D)

### Hawaii
(2 Democraten)
1. Mazie Hirono (D)
2. Colleen Hanabusa (D)

### Idaho
(2 Republikeins)
1. Raul Labrador (R)
2. Mike Simpson (R)

### Illinois
(8 Democraten, 11 Republikeins, )
1. Bobby Rush (D)
2. Jesse Jackson Jr. (D)
3. Dan Lipinski (D)
4. Luis Gutierrez (D)
5. Michael Quigley (D)
6. Peter Roskam (R)
7. Danny Davis (D)
8. Joe Walsh (R)
9. Jan Schakowsky (D)
10. Robert Dold (R)
11. Adam Kinzinger (R)
12. Jerry Costello (D)
13. Judy Biggert (R)
14. Randy Hultgren (R)
15. Tim Johnson (R)
16. Donald Manzullo (R)
17. Bobby Schilling (R)
18. Aaron Schock (R)
19. John Shimkus (R)

### Indiana
(3 Democraten, 6 Republikein)
1. Peter Visclosky (D)
2. Joe Donnelly (D)
3. Marlin Stutzman (R)
4. Todd Rokita (R)
5. Dan Burton (R)
6. Mike Pence (R)
7. Andre Carson (D)
8. Larry Bucshon (R)
9. Todd Young (R)

### Iowa
(3 Democraten, 2 Republikeins)
1. Bruce Braley (D)
2. David Loebsack (D)
3. Leonard Boswell (D)
4. Tom Latham (R)
5. Steve King (R)

### Kansas
(4 Republikeins)
1. Tim Huelskamp (R)
2. Lynn Jenkins (R)
3. Kevin Yoder (R)
4. Mike Pompeo (R)

### Kentucky
(1 Democraten, 4 Republikein)
1. Ed Whitfield (R)
2. Brett Guthrie (R)
3. John Yarmuth (D)
4. Geoff Davis (R)
5. Hal Rogers (R)
6. Ben Chandler (D)

### Louisiana
(1 Democraat, 6 Republikein)
1. Steve Scalise (R)
2. Cedric Richmond (D)
3. Jeff Landry (R)
4. John Fleming) (R)
5. Rodney Alexander (R)
6. Bill Cassidy (R)
7. Charles Boustany (R)

### Maine
(2 Democraten)
1. Chellie Pingree (D)
2. Mike Michaud (D)

### Maryland
(6 democraten , 2 republikeinen)
1. Andy Harris (R)
2. Dutch Ruppersberger (D)
3. John Sarbanes (D)
4. Donna Edwards (D)
5. Steny Hoyer (D)
6. Roscoe Bartlett (R)
7. Elijah Cummings (D)
8. Chris Van Hollen (D)

### Massachusetts
(10 Democraten)
1. John Olver (D)
2. Richard Neal (D)
3. Jim McGovern (D)
4. Barney Frank (D)
5. Niki Tsongas (D)
6. John Tierney (D)
7. Ed Markey (D)
8. Mike Capuano (D)
9. Stephen Lynch (D)
10. Bill Keating (D)

### Michigan
(6 D, 9 R)
1. Dan Benishek (R)
2. . Bill Huizenga (R)
3. Justin Amash (R)
4. Dave Camp (R)
5. Dale Kildee (D)
6. Fred Upton (R)
7. Tim Walberg (R)
8. Mike Rogers (R)
9. Gary Peters (D)
10. Candice Miller (R)
11. Thaddeus McCotter (R)
12. Sander Levin (D)
13. Hansen Clarke (D)
14. John Conyers (D)
15. John Dingell (D)

### Minnesota
(4 Democrats, 4 Republicans)
1. Tim Walz (D)
2. John Kline (R)
3. Erik Paulsen (R)
4. Betty McCollum (D)
5. Keith Ellison (D)
6. Michele Bachmann (R)
7. Collin Peterson (D)
8. Chip Cravaack (R)

### Mississippi
(1 DemocraAt, 3 Republicans)
1. Alan Nunnelee (R)
2. Bennie Thompson (D)
3. Gregg Harper (R)
4. Steven Palazzo (R)

### Missouri
(3 Democraten, 6 Republikein)
1. Lacy Clay (D)
2. Todd Akin (R)
3. Russ Carnahan (D)
4. Vicky Hartzler (R)
5. Emanuel Cleaver (D)
6. Sam Graves (R)
7. Bill Long (R)
8. Jo Ann Emerson (R)
9. Blaine Luetkemeyer (R)

### Montana
(1 Republikein)
1. Denny Rehberg (R)

### Nebraska
(3 Republikein)
1. Jeff Fortenberry (R)
2. Lee Terry (R)
3. Adrian Smith (R)

### Nevada
(1 democraat en 1 republikein en 1 vacant)
1. Shelley Berkley (D)
2. Dean Heller (R), tot 9 mei 2011

- - Vacant

1. Joe Heck (R)

### New Hampshire
(2 Republikeins)
1. Frank Guinta (R)
2. Charlie Bass (R)

### New Jersey
(7 Democraten, 6 Republikein)
1. Rob Andrews (D)
2. Frank LoBiondo (R)
3. Jon Runyan (R)
4. Chris Smith (R)
5. Scott Garrett (R)
6. Frank Pallone (D)
7. Leonard Lance (R)
8. Bill Pascrell (D)
9. Steve Rothman (D)
10. Donald Payne (D)
11. Rodney Frelinghuysen (R)
12. Rush Holt (D)
13. Albio Sires (D)

### New Mexico
(2 Democraten, 1 Republikein)
1. Martin Heinrich (D)
2. Steve Pearce (R)
3. Ben R. Lujan (D)

### New York
(21 Democraten, 7 Republikein , 1 vacant)
1. Randy Altschuler (R)
2. Steve Israel (D)
3. Peter King (R)
4. Carolyn McCarthy (D)
5. Gary Ackerman (D)
6. Gregory Meeks (D)
7. Joseph Crowley (D)
8. Jerrold Nadler (D)
9. Anthony Weiner (D), tot 21 juni 2011

- - Vacant

1. Edolphus Towns (D)
2. Yvette Clarke (D)
3. Nydia Velazquez (D)
4. Mike Grimm (R)
5. Carolyn Maloney (D)
6. Charlie Rangel (D)
7. José Serrano (D)
8. Eliot Engel (D)
9. Nita Lowey (D)
10. Nan Hayworth (R)
11. Chris Gibson (R)
12. Paul Tonko (D)
13. Maurice Hinchey (D)
14. Bill Owens (D)
15. Richard L. Hanna (R)
16. Ann Marie Buerkle (R)
17. Chris Lee (R), tot 9 februari 2011

- - Kathy Hochul (D), from May 24, 2011

1. Brian Higgins (D)
2. Louise Slaughter (D)
3. Tom Reed (R)

### North Carolina
(7 Democrats, 6 Republicans)
1. G.K. Butterfield (D)
2. Renee Ellmers (R)
3. Walter Jones (R)
4. David Price (D)
5. Virginia Foxx (R)
6. Howard Coble (R)
7. Mike McIntyre (D)
8. Larry Kissell (D)
9. Sue Myrick (R)
10. Patrick McHenry (R)
11. Heath Shuler (D)
12. Mel Watt (D)
13. Brad Miller (D)

### North Dakota
(1 Republikein)
1. Rick Berg (R)

### Ohio
(5 Democraten, 13 Republikein)
1. Steve Chabot (R)
2. Jean Schmidt (R)
3. Mike Turner (R)
4. Jim Jordan (R)
5. Bob Latta (R)
6. Bill Johnson (R)
7. Steve Austria (R)
8. John Boehner (R)
9. Marcy Kaptur (D)
10. Dennis Kucinich (D)
11. Marcia Fudge (D)
12. Pat Tiberi (R)
13. Betty Sutton (D)
14. Steve LaTourette (R)
15. Steve Stivers (R)
16. Jim Renacci (R)
17. Timothy Ryan (D)
18. Bob Gibbs (R)

### Oklahoma
(1 Democraat, 4 Republikeins)
1. John Sullivan (R)
2. Dan Boren (D)
3. Frank Lucas (R)
4. Tom Cole (R)
5. James Lankford (R)

### Oregon
(4 Democraten, 1 Republikein)
1. David Wu (D)
2. Greg Walden (R)
3. Earl Blumenauer (D)
4. Peter DeFazio (D)
5. Kurt Schrader (D)

### Pennsylvania
(7 Democraten, 12 Republikein)
1. Robert Brady (D)
2. Chaka Fattah (D)
3. Mike Kelly (R)
4. Jason Altmire (D)
5. Glenn Thompson (R)
6. Jim Gerlach (R)
7. Patrick Meehan (R)
8. Michael Fitzpatrick (R)
9. Bill Shuster (R)
10. Thomas Marino (R)
11. Lou Barletta (R)
12. Mark Critz (D)
13. Allyson Schwartz (D)
14. Mike Doyle (D)
15. Charles Dent (R)
16. Joseph Pitts (R)
17. Tim Holden (D)
18. Tim Murphy (R)
19. Todd Platts (R)

### Rhode Island
(2 Democraten)
1. David Cicilline (D)
2. James Langevin (D)

### South Carolina
(1 Democraat, 5 Republikein)
1. Tim Scott (R)
2. Joe Wilson (R)
3. Jeff Duncan (R)
4. Trey Gowdy (R)
5. Mick Mulvaney (R)
6. Jim Clyburn (D)

### South Dakota
(1 Republikein)
1. Kristi Noem (R)

### Tennessee
(2 Democraten, 7 Republikein)
1. Phil Roe (R)
2. Jimmy Duncan (R)
3. Chuck Fleischmann (R)
4. Scott DesJarlais (R)
5. Jim Cooper (D)
6. Diane Black (R)
7. Marsha Blackburn (R)
8. Stephen Fincher (R)
9. Steve Cohen (D)

### Texas
(8 Democraten, 24 Republikein)
1. Louie Gohmert (R)
2. Ted Poe (R)
3. Sam Johnson (R)
4. Ralph Hall (R)
5. Jeb Hensarling (R)
6. Joe Barton (R)
7. John Culberson (R)
8. Kevin Brady (R)
9. Al Green (D)
10. Michael McCaul (R)
11. Mike Conaway (R)
12. Kay Granger (R)
13. Mac Thornberry (R)
14. Ron Paul (R)
15. Ruben Hinojosa (D)
16. Silvestre Reyes (D)
17. Bill Flores (R)
18. Sheila Jackson Lee (D)
19. Randy Neugebauer (R)
20. Charlie Gonzalez (D)
21. Lamar Smith (R)
22. Pete Olson (R)
23. Quico Canseco (R)
24. Kenny Marchant (R)
25. Lloyd Doggett (D)
26. Michael Burgess (R)
27. Blake Farenthold (R)
28. Henry Cuellar (D)
29. Gene Green (D)
30. Eddie Bernice Johnson (D)
31. John Carter (R)
32. Pete Sessions (R)

### Utah
(1 Democraat, 2 Republikein)
1. Rob Bishop (R)
2. Jim Matheson (D)
3. Jason Chaffetz (R)

### Vermont
(1 Democraat)
1. Peter Welch (D)

### Virginia
(3 Democraten, 8 Republikein)
1. Rob Wittman (R)
2. Scott Rigell (R)
3. Bobby Scott (D)
4. Randy Forbes (R)
5. Robert Hurt (R)
6. Bob Goodlatte (R)
7. Eric Cantor (R)
8. Jim Moran (D)
9. Morgan Griffith (R)
10. Frank Wolf (R)
11. Gerry Connolly (D)

### Washington
(5 Democraten, 4 Republikein)
1. Jay Inslee (D)
2. Rick Larsen (D)
3. Jaime Herrera (R)
4. Doc Hastings (R)
5. Cathy McMorris Rodgers (R)
6. Norm Dicks (D)
7. Jim McDermott (D)
8. Dave Reichert (R)
9. Adam Smith (D)

### West Virginia
(1 Democraat, 2 Republikein)
1. David McKinley (R)
2. Shelley Moore Capito (R)
3. Nick Rahall (D)

### Wisconsin
(3 Democraten, 5 Republikein)
1. Paul Ryan (R)
2. Tammy Baldwin (D)
3. Ron Kind (D)
4. Gwen Moore (D)
5. Jim Sensenbrenner (R)
6. Tom Petri (R)
7. Sean Duffy (R)
8. Reid Ribble (R)

### Wyoming
(1 Republikein)
1. Cynthia Lummis (R)

### Leden die geen stemrecht hebben
(6 Democraten)
- Amerikaans-Samoa : Eni Faleomavaega (D)
- Washington DC : Eleanor Holmes Norton (D)
- Guam : Madeleine Bordallo (D)
- Noordelijke Marianen : Gregorio Sablan (D)
- Puerto Rico : Pedro Pierluisi (D)
- Amerikaanse Maagdeneilanden : Donna Christian-Christensen (D)